# Biološko razgradljiva vrečka
Biološko razgradljiva vrečka, je vrečka, ki jo lahko razgradijo bakterije ali drugih živih organizmi. Vsako leto se približno 500.000.000.000-1000000000000 plastičnih vrečk uporablja po vsem svetu.